# Laura Netzel

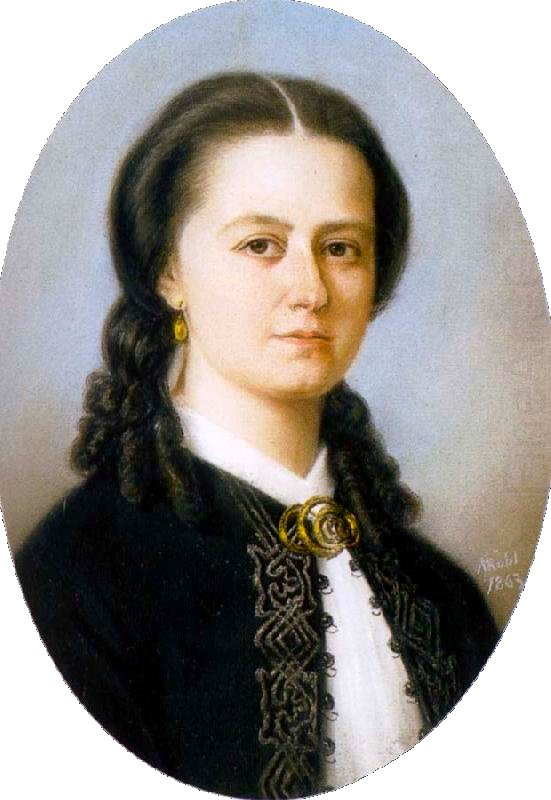
Laura Netzel (1863)

Laura Constance Netzel (* 1. März 1839 als Laura Constance Pistolekors in Rantasalmi, Finnland; † 10. Februar 1927 in Stockholm) war eine schwedische Komponistin, Pianistin und Dirigentin. 

## Leben
Als Laura Pistolekors ein Jahr alt war, zog ihre Familie von Finnland nach Schweden. Sie erhielt Klavierunterricht bei Anton Door sowie Gesangsunterricht bei Julius Günther. Außerdem studierte sie in Paris Gesang und Komposition bei Charles-Marie Widor. Ihr Pseudonym als Komponistin war N Lago, mit dem sie 1874 erstmals in Erscheinung trat.
Mit 17 Jahren hatte sie ihr erstes Konzert als Pianistin in Stockholm, sie debütierte mit Ignaz Moscheles Klavierkonzert Nr. 3. In den folgenden Jahren machte sie sich auch als Dirigentin von Chor- und Orchesterkonzerten einen Namen. Sie veranstaltete u. a. verschiedene Benefizkonzerte. Zwischen 1892 und 1908 arrangierte sie in Stockholm Arbeiterkonzerte (arbetarkonserter). Diese Konzerte fanden samstags statt und waren mit einem Eintrittspreis von 25 Öre für die meisten Schweden erschwinglich.
Sie heiratete im Jahr 1866 den Gynäkologen Wilhelm Netzel (1834–1914).
Laura Netzel war Stockholm-Korrespondentin der französischen Musikzeitschrift Le Monde Musical.

## Ausgewählte Werke

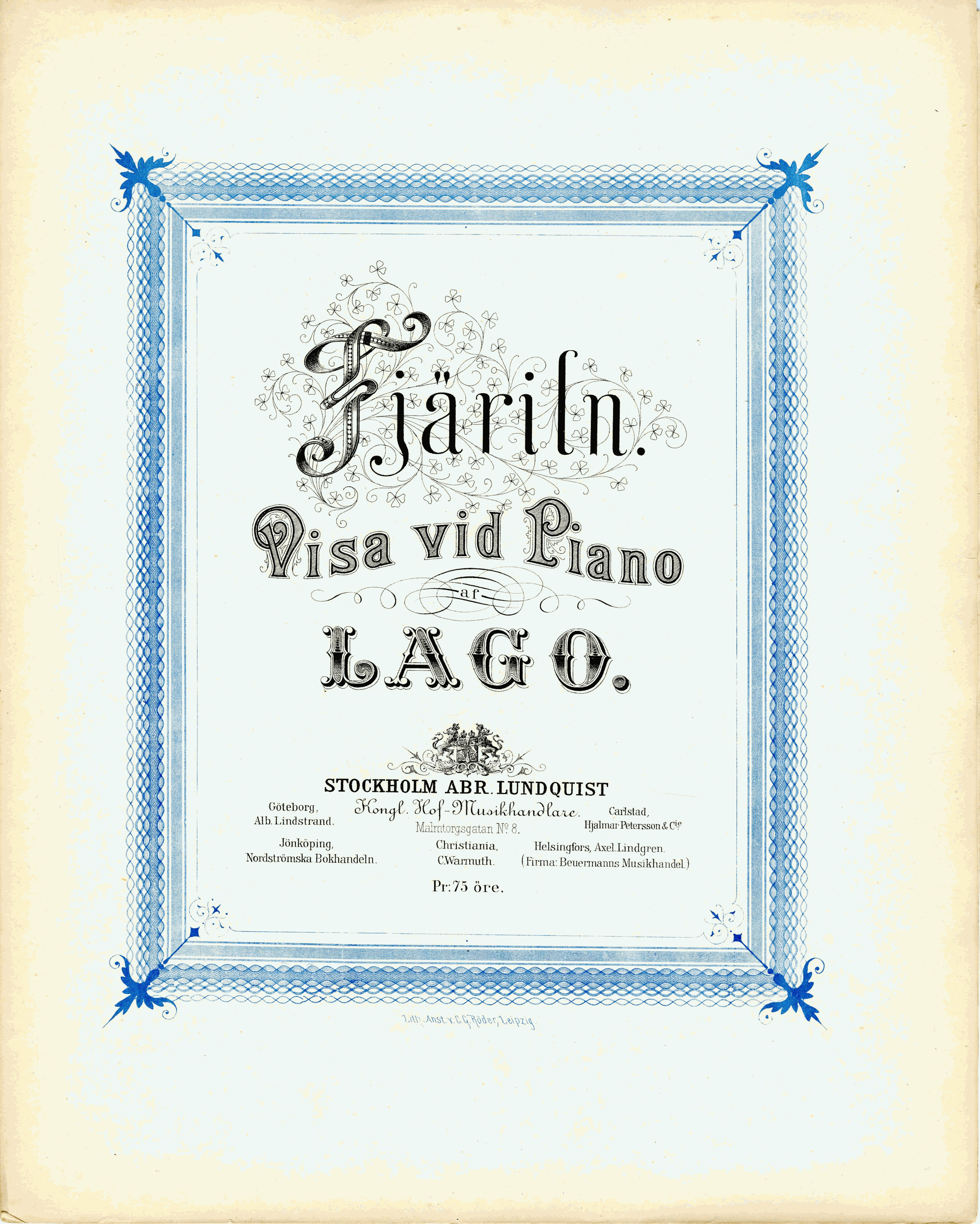
Fjäriln, Klavierlied von Laura Netzel unter dem Pseudonym Lago, Titelseite (1884)

- Stabat mater op. 45 (1890)
- Cellosonate op. 66  (1899)
- Pianotrio op. 50  (1895)
- Pianotrio op. 68 (1900)
- Pianotrio op. 78 (1903)
- Klavierkonzert op. 84 (1897)